# IPadOS
iPadOS – system operacyjny firmy Apple Inc. dla urządzeń iPad, zaprezentowany po raz pierwszy 3 czerwca 2019 roku podczas dorocznej konferencji Worldwide Developer Conference (WWDC). Jest to system stworzony na bazie systemu iOS, zoptymalizowany do działania na tabletach tej firmy. Wcześniej tablety iPad działały pod kontrolą systemu iOS, lecz wersja oznaczona numerem 13, zaprezentowana na tej samej konferencji WWDC porzuciła wsparcie dla wszystkich modeli iPada. Od tej pory system iOS jest dostępny wyłącznie na telefony iPhone oraz odtwarzacze muzyki iPod touch.

## Prezentacja
System został zaprezentowany 3 czerwca 2019 roku na konferencji WWDC. Stworzony został na bazie systemu iOS, pod którego kontrolą działały wcześniej tablety firmy Apple, lecz jego sposób działania został zoptymalizowany pod kątem używania na większych ekranach (najmniejsze tablety iPad z serii mini posiadają ekran o przekątnej 7,9 cala).
Główne zmiany w działaniu systemu względem iOS to udoskonalony widok dzielonego ekranu, możliwość pracy z dwiema instancjami tej samej aplikacji w dwóch oknach, desktopowy widok stron internetowych w Safari, możliwość używania zewnętrznych nośników pamięci wpinanych bezpośrednio do portu komunikacyjnego (Lightning lub USB-C w zależności od modelu iPada) oraz obsługa myszek.